# 葉子・ハュス・綿貫
葉子・ハュス・綿貫（ようこ・ハュス・わたぬき、Yoko Huijs-Watanuki、1959年 - ）は、日本の作家、翻訳家。
太平洋戦争中に日本により占領されたインドネシアにて、オランダ系の女性と日本の軍人や商社員との間に生まれた日系2世のオランダ人に対する父親を捜すボランティアを行っている。

## 略歴
大分県出身。九州大学医療技術短期大学部卒。
1985年に青年海外協力隊の保健婦隊員としてガーナを訪れた際に出会ったオランダ人と結婚。1990年より夫と共にオランダのレンクムにて暮らし始めた。現地での生活や文化にとまどうなかで日系2世オランダ人の存在を知り、1994年より支援を始めた。
2006年11月、日系2世オランダ人のクラウディーネ、ナニー、モリーが差別を受けながらも父親を探す物語『教科書に書かれなかった戦争 わたしは誰の子? 父を捜し求める日系二世オランダ人たち』が発売された。

## 著書
- 『教科書に書かれなかった戦争 わたしは誰の子? 父を捜し求める日系二世オランダ人たち』（梨の木舎） 2006年